# SPOT.

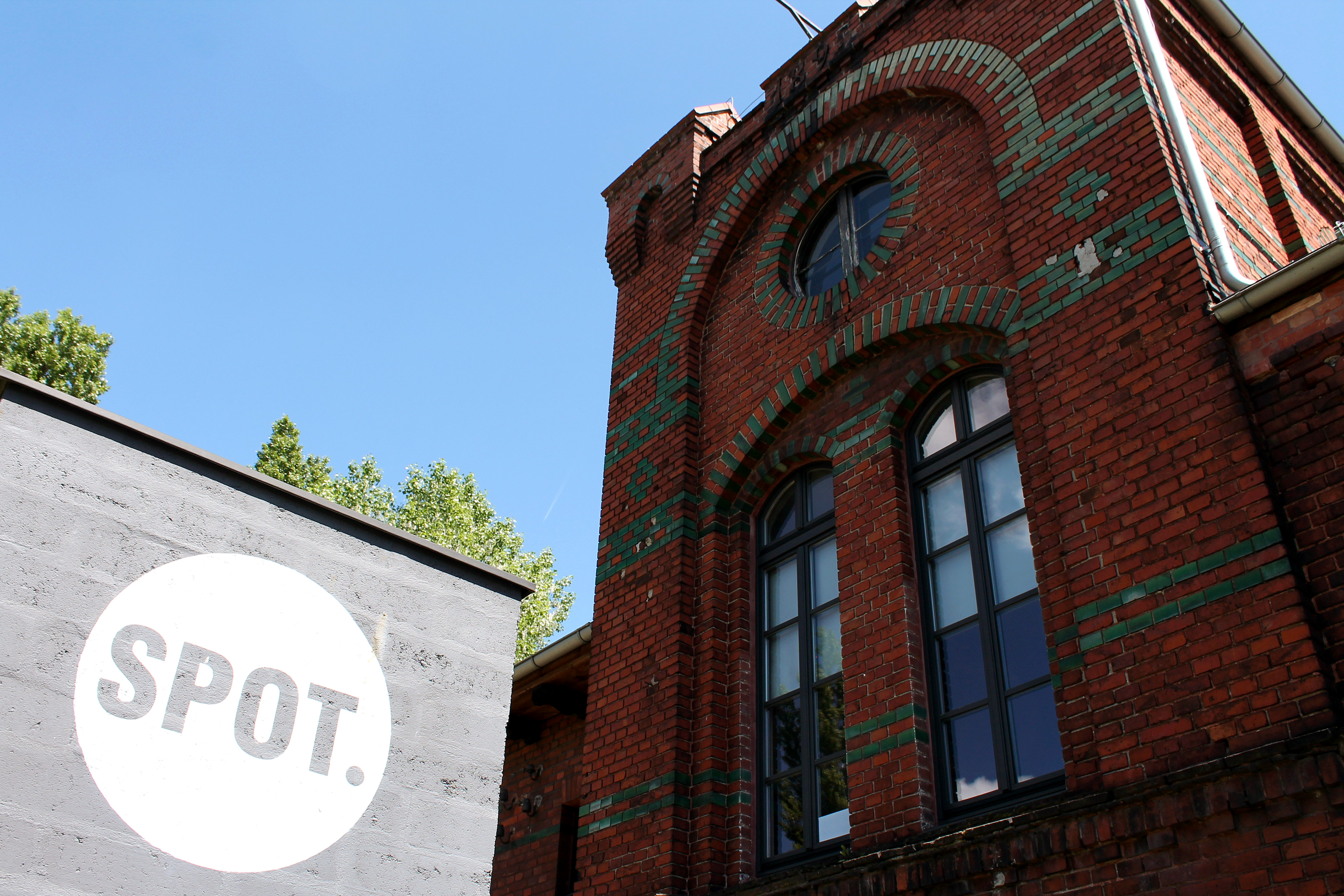
SPOT.

SPOT. – zlokalizowane w zabytkowym budynku dawnej elektrowni gminnej na Wildzie (obecnie jest to rejon Łęgów Dębińskich) w Poznaniu miejsce pełniące m.in. funkcje restauracji, galerii sztuki, księgarni, SPA, salonu fryzjerskiego, sklepu z winami, miejsca spotkań, organizacji koncertów i warsztatów. Pierwszy lokal w Poznaniu funkcjonujący na zasadzie Concept store. Nazwa miejsca jest skrótem od słowa „spotkanie”.
Poza działalnością komercyjną SPOT. zajmuje się także (w ramach Fundacji SPOT.) promocją kultury i designu. Wśród projektów Fundacji jest m.in. Festiwal Urban Design Wilda (design jako środek rewitalizacji dzielnicy), wystawy fotograficzne (m.in. w ramach Biennale Fotografii w Poznaniu), projekt re-produkt (tematyka zrównoważonego projektowania) i.in.. W 2014 roku projekt Fundacji SPOT. „neoWilda” polegający na odtworzeniu neonu na budynku, w którym mieściło się niegdyś Kino Wilda został nagrodzony w konkursie Centrum Warte Poznania. Fundacja współpracowała m.in. z Muzeum Narodowym w Poznaniu, Galerią Arsenał i Fundacją Bęc Zmiana.
Pomysł na zaadaptowanie opustoszałego i niszczejącego budynku elektrowni gminnej narodził się pod koniec 2005 roku. Jej autorkami były Monika Sadowska i Agnieszka Bulić. Założyły one spółkę Fryga, która wynajęła budynek na okres 10 lat i przystąpiła do kapitalnego remontu i adaptacji. SPOT. otwarto w styczniu 2008 roku wernisażem fotografii.